# 안민초등학교 (부산)
안민초등학교는 대한민국 부산광역시 동래구에 있는 공립 초등학교이다.

## 학교 연혁
- 1998년 9월 1일: 개교